# Guoshou (competizione taiwanese)
Il Guoshou (國手賽T, Guóshǒu sàiP, lett. "Torneo nazionale") è uno dei principali tornei professionistici di Go di Taiwan. È l'omologo del Guoshou cinese e del Kuksu sudcoreano; tutte queste parole hanno il senso di «Campione nazionale».
Un primo torneo con questo nome è stato organizzato dal 1981 al 1999; la seconda incarnazione, organizzata dall'Accademia taiwanese di Go, è partita nel 2005. Il formato più recente prevede un grande torneo a eliminazione diretta che prevede sette turni e coinvolge decine di goisti, per la selezione dello sfidante, e una finale al meglio dei cinque incontri.
La borsa del vincitore è di 300.000 NT$, mentre al secondo arrivato vanno 100.000 NT$ (nella prima edizione erano 200.000 NT$ e 80.000 NT$ rispettivamente, nella seconda e terza il primo premio fu portato a 250.000 NT$).

## Albo d'oro

### Primo formato
| Goista         | Vittorie | Edizioni         |
| -------------- | -------- | ---------------- |
| Chen Changqing | 9        | 1981–87, 1989–90 |
| Lin Shengxian  | 3        | 1991–93          |
| Zhou Junxun    | 3        | 1997–99          |
| Peng Jinghua   | 2        | 1988, 1996       |
| Chen Yongan    | 2        | 1994–95          |

### Secondo formato
| Edizioni | Anno | Vincitore     | Punteggio             | Finalista             |
| -------- | ---- | ------------- | --------------------- | --------------------- |
| 1        | 2005 | Xiao Zhenghao | primo nella lega, 7–2 | primo nella lega, 7–2 |
| 2        | 2006 | Chen Shien    | 3–0                   | Xiao Zhenghao         |
| 3        | 2007 | Chen Shien    | 3–2                   | Xiao Zhenghao         |
| 4        | 2008 | Lin Zhihan    | 3–1                   | Chen Shien            |
| 5        | 2009 | Lin Zhihan    | 3–2                   | Xiao Zhenghao         |
| 6        | 2010 | Lin Zhihan    | 3–2                   | Lin Shuyang           |
| 7        | 2011 | Lin Zhihan    | 3–0                   | Xiao Zhenghao         |
| 8        | 2012 | Chen Shien    | 3–1                   | Lin Zhihan            |
| 9        | 2013 | Xiao Zhenghao | 3–1                   | Chen Shien            |
| 10       | 2014 | Xiao Zhenghao | 3–0                   | Wang Yuanjun          |
| 11       | 2015 | Chen Shiyuan  | 3–2                   | Xiao Zhenghao         |
| 12       | 2016 | Chen Shiyuan  | 3–0                   | Xiao Zhenghao         |
| 13       | 2017 | Chen Shiyuan  | 3–2                   | Lin Junyan            |
| 14       | 2018 | Wang Yuanjun  | 3–0                   | Chen Shiyuan          |
| 15       | 2019 | Xu Haohong    | 3–0                   | Wang Yuanjun          |
| 16       | 2020 | Xu Haohong    | 3–1                   | Chen Qirui            |
| 17       | 2021 | Xu Haohong    | 3–0                   | Lin Lixiang           |
| 18       | 2022 | Xu Haohong    | 3–0                   | Chen Qirui            |
| 19       | 2023 | Xu Haohong    | 3–1                   | Lu Yiquan             |
| 20       | 2024 | Xu Haohong    | 3–0                   | Lin Lixiang           |